# Il liberalismo è peccato
Il liberalismo è peccato (in spagnolo El liberalismo es pecado) è un saggio di ampia diffusione, scritto dal prete Félix Sardá y Salvany nel 1884.

## Descrizione
La tesi fondamentale, la condanna del liberalismo come peccato, partendo da una posizione cattolica tradizionalista, venne sostenuta nella Spagna di allora (la fine del mandato presidenziale rivoluzionario e l'inizio della restaurazione borbonica) da parte del movimento politico e intellettuale noto come neocattolico, al quale si rifaranno carlisti e integristi (quest'ultimo, un gruppo scismatico al carlismo e apparso in un secondo tempo).
La base dottrinale del pamphlet era rappresentata sia dall'enciclica di Papa Gregorio XVI Mirari Vos (1832), sia dal Sillabo di Papa Pio IX (1864).
Il trattato attaccava il liberalismo sia nell'accezione generale che nelle sue accezioni particolari (ad esempio, il principio della sovranità popolare), ritenendo che la sua applicazione avrebbe portato al caos.
Celestino Pazos si oppose alla suddetta tesi nel suo Processo al fondamentalismo, pubblicato a Madrid l'anno successivo.
Tutto ciò diede luogo a un dibattito, che raggiunse il culmine e che venne deciso dalla Congregazione dell'Indice dei libri proibiti, la quale elogiò l'opera di Sardá e Salvany: "Nel primo [Il liberalismo è peccato] non abbiamo trovato nulla contro la Sana Dottrina, anzi il suo autore Don Félix Sardá e Salvany merita lode per gli argomenti solidi, chiari ed ordinati, coi quali ha esposto e difeso la Sana Dottrina sul tema".
Viene criticato, invece, il libretto - e il suo tono - pubblicato da De Pazos.
Dopo pochi anni, nel 1888, Papa Leone XIII pubblicò un'enciclica papale dove è ripreso il tema del liberalismo, dal titolo Libertas.

## Edizioni
- (ES)  Sardá y Salvany, Félix (1885), El liberalismo es pecado (3ª edizione). Barcelona: Librería y tipografía católica.
- (ES)  Sardá y Salvany, Félix (1887),  El liberalismo es pecado (6ª edizione). Barcelona: Librería y tipografía católica.
- (ES)  Sardá y Salvany, Félix (1887),  El liberalismo es pecado (7ª edizione). Barcelona: Librería y tipografía católica.

### Edizioni italiane
- Félix Sardá y Salvany, Il liberalismo è peccato: questioni che scottano, Tipografía Giachetti, 1888.
- Félix Sardá y Salvany, Il liberalismo è peccato: questioni che scottano, Arnaldo Forni Editore, 1972.
- Félix Sardá y Salvany, Il liberalismo è peccato. Questioni che scottano, Edizioni Radio Spada, 2016, ISBN 978-88-98766-29-1.